# Етнографізм (література)
Етнографізм у літературі — точне відтворення традиційних форм побуту, звичаїв, обрядів і т. ін. без заглиблення в соціальні процеси. Один з напрямків української літератури XIX ст.
Письменники цього напрямку (Квітка-Основ'яненко, Марко Вовчок, Панас Мирний, Нечуй-Левицький, Б. Грінченко та інші) заповнювали свої твори етнографічним матеріалом — описом побуту українського селянства, його звичаїв, обрядів тощо. У письменстві стверджується тоді примат народньої усної творчості, яку визнається за джерело й зразок для письменства. Тодішній теоретик етнографізму Пантелеймон Куліш писав: «Одна народна поезія стоїть за віковічний взір», «Українська писана словесність має свій корінь у тому, що народ український говорить і співає». В. Петров з цього приводу завважував: «Відповідна до цих засад етнографічна концепція літератури прагне стерти різницю між індивідуальною творчістю письменника й етнографічними записами з уст народу, намагається етнографізувати літературу, літературні твори уподібнити етнографічним».
Зразком народного етнографічного письменства вважається письменник, який «говорить не від себе», «не свої мислі об'являє», який «одступився геть назад свого писання, а в писанні його сам народ лицем до лиця промовляє до нас словом своїм».